# Sossano
Sossano (Sosan in veneto) è un comune italiano di 4 148 abitanti della provincia di Vicenza in Veneto.
Sossano, adagiato ai piedi dell'estremità meridionale dei Colli Berici, è delimitato a sud dal fiume Liona.

## Geografia fisica
Situato a 19 metri sul livello del mare, il paese è limitato a sud dai fiumi Frassenella e Liona e a nord dai Colli Berici. Il nucleo storico del paese (Castro Celsano) si trova nelle vicinanze dell'antica chiesa di San Michele, vicino all'attuale cimitero.

## Origini del nome
Secondo lo storico Barbarano "vien detto Celsano quasi cielo sano, perché ivi è l'aere salutifero, et la nebbia poco si ferma presso il monte". Il nome può essere anche fatto risalire a Josano, da "Giove Sano", godendo di un clima meraviglioso.
A tali interpretazioni del nome di Sossano si adeguò probabilmente fin da epoca antica il comune di Sossano, adottando uno stemma in cui, divisi da una sbarra d'argento con la scritta "Coelsanus", appaiono un cielo sereno con un sole a sedici raggi ed un cielo notturno con un crescente di luna tra due stelle d'argento.
In realtà, il nome potrebbe più probabilmente derivare da "fundus Celsianus", ovvero "possedimento di Celsio". Infatti, il suffisso "-anus" indicherebbe una proprietà terriera concessa, nell'Antica Roma, ai veterani militari, fenomeno che influenza ancora oggi numerosi toponimi italiani.

## Storia

### Preistoria
La particolare conformazione geografica del luogo in cui sorge Sossano favorì sin da epoca antichissima gli insediamenti umani.
Sulla dorsale del monte della Croce sono state identificate tracce di industrie che risalgono alla preistoria più remota. Sono stati trovati numerosi reperti risalenti all'età del bronzo e al primo ed al secondo periodo atestino.
In pianura, in località Costa, è stata rinvenuta la presenza di numerose industrie dell'età neolitica ed in località Monticello un villaggio a fondi di capanna risalente all'età del bronzo, portato alla luce durante la seconda guerra mondiale.

### Epoca romana
Sossano dovette avere un ruolo non secondario durante tutta l'età romana. Lo dimostrano l'identificazione dell'antico Olmo con l'"ombilicus urbano" e del territorio e i notevolissimi reperti che si attribuiscono al primo ed al secondo secolo d.C. Fondamentali per ricostruire l'assetto del territorio, in età romana, sono il tempio augurale del monte Cistorello e alcuni cippi, quali il basamento della croce del monte della Croce, e la cosiddetta croce di pietra.

### Medioevo
Verso l'anno 753 Sant'Anselmo donò all'abbazia di Nonantola, presso Modena, che aveva lui stesso fondato, delle proprietà ex proprio suo in minibus Vincentia ... in loco qui dicitur Vicus Domnani e in loco qui dicitur SusonIa, luoghi identificati in Orgiano e Sossano. Anselmo era fratello della regina Geltrude, moglie di re Astolfo, e di Gaido, ultimo duca longobardo di Vicenza e conte di Carlo Magno. Dal secondogenito di Gaido discesero più tardi i conti di Sossano, di stirpe longobarda, che diedero origine a molte tra le più antiche e nobili casate vicentine e padovane.
Nella località detta Sajanega, con la sua celebre e vasta foresta, nel X-XI secolo, fiorì una intensa vita eremitica e vi soggiornò San Romualdo, che qui fondò un eremo, dove tra il 1037 e il 1066 visse e morì il santo francese Teobaldo, eremita e confessore.
Fra i tanti castelli esistenti nel Basso Vicentino, quello di Sossano fu uno dei pochi a non essere stato costruito dai vescovi di Vicenza; la sua erezione - di poco successiva al Mille - avvenne per opera dei Pilei i quali, prima che signori di Montecchio Maggiore e di altri luoghi, furono conti di Sossano e detti perciò "de Celxano" o "de Zauxano".
Il più antico documento rimastoci che nomini il castello è un atto pubblico del 1087 che risulta "actum in castro Celxano": a quel tempo dev'essere stato notevolmente forte ed importante, come dice lo storico Pagliarino: «... circondato dal ponte et fortissimo havendo nella sommità di esso monte una forte rocca». Il complesso comprendeva dunque anche una rocca, e sorgeva sulla sommità di un monte che da vari indizi sembra essere quello che vien chiamato monte della Croce.
Le vicende del castello nel corso XII secolo non sono conosciute; probabilmente esso rimase attivo e forse anzi ulteriormente potenziato, trovandosi nell'area in cui si svolsero le lotte tra vicentini e padovani, in un'epoca in cui si consolidava il potere dei Pilei; all'inizio del Duecento, però, i rapporti tra questa famiglia e l'imperatore devono essersi incrinati, perché nel 1220 quest'ultimo tolse il castello ai Pilei e lo cedette al vescovo di Vicenza.
I fatti di quel periodo non sono molto chiari, data la scarsa documentazione esistente. Nella prima metà del secolo esistono atti d'investitura vescovili che riguardano la hora castelli. Probabilmente intorno al 1240 Ezzelino III da Romano, nemico dei Pilei per essere questi alleati di Uguccione Maltraversi, espugnò il castello, che comunque non dev'essere stato distrutto; nel 1266 - quando, dopo la morte del tiranno, i beni furono restituiti - Manfredino figlio di Trentinacio di Orgiano rinunciò nelle mani del vescovo Bartolomeo da Breganze «comitatibus, jurisdictionibus … castris Oriani, Ville Ferri et Celxani».
All'inizio del XIV secolo il castello risulta coinvolto nelle feroci lotte scaligero-padovane successive al 1311. Il Pagliaríno riferisce in proposito che i padovani «consumarono molti giorni indarno mentre si sforzavano di debellare questo castello»; forse, però, non proprio tanto «indarno» perché risulta che il castello fu distrutto proprio da loro nel 1313.
Da quel momento del castello si parla sempre meno; sicuramente non fu più ricostruito e presto le sue rovine diventarono solo un riferimento di carattere topografico; lo dimostra un atto di investitura, fatta nel 1399 dal vescovo Giovanni da Castiglione, nel quale si parla di hora castri veteris.
Verso la metà del Trecento, durante la dominazione scaligera, il territorio di Sossano fu sottoposto, sotto l'aspetto amministrativo, al Vicariato civile di Orgiano e tale rimase sino alla fine del XVIII secolo.

### Epoca moderna
Celsano ebbe nel tempo tanta fama per la salubrità dell'aria e la dolcezza del clima, che qui convennero nel 1428, per salvarsi dalla peste che infuriava nelle Venezie, numerosi e celebri umanisti e letterati veneziani. Cessata l'epidemia, fu eretta la chiesa del Santo Sepolcro, e da essa proviene la splendida scultura del Cristo morto, opera di Niccolò da Venezia, lo stesso che realizzò l'immagine della Mater Misericordiae, conservata oggi nel Santuario della Madonna di Monte Berico a Vicenza.
Da Sossano proveniva anche lo scultore Bartolomeo Cavazza, che fu il primo maestro del giovane Andrea Palladio.

### Epoca contemporanea
Nal 1866 Sossano fu annesso, con il resto del Veneto, all'Italia. Dal 1928 al 1967 fu interessato dal passaggio della ferrovia Treviso-Ostiglia e dotato di una propria stazione.
Durante la seconda guerra mondiale 20 profughi ebrei (18 adulti e 2 minori) furono internati a Sossano. Al momento dell'occupazione tedesca, 18 di essi risultavano presenti in paese (i coniugi Seidowski era stati trasferiti a Ferramonti nel 1942). Solo la metà del gruppo (inclusi i Seidowski) sopravviveranno all'Olocausto, rifugiandosi in Svizzera o dandosi alla clandestinità. 10 saranno gli arrestati in paese, tra la fine novembre e il dicembre 1943. Per tutti loro la deportazione a fine gennaio 1944 si concluderà con la morte ad Auschwitz.

### Simboli
Lo stemma del Comune di Sossano è stato riconosciuto con decreto del capo del governo del 14 aprile 1937.
Il gonfalone è un drappo di azzurro.

## Monumenti e luoghi d'interesse

### Architetture religiose
- Chiesetta dell'Olmo

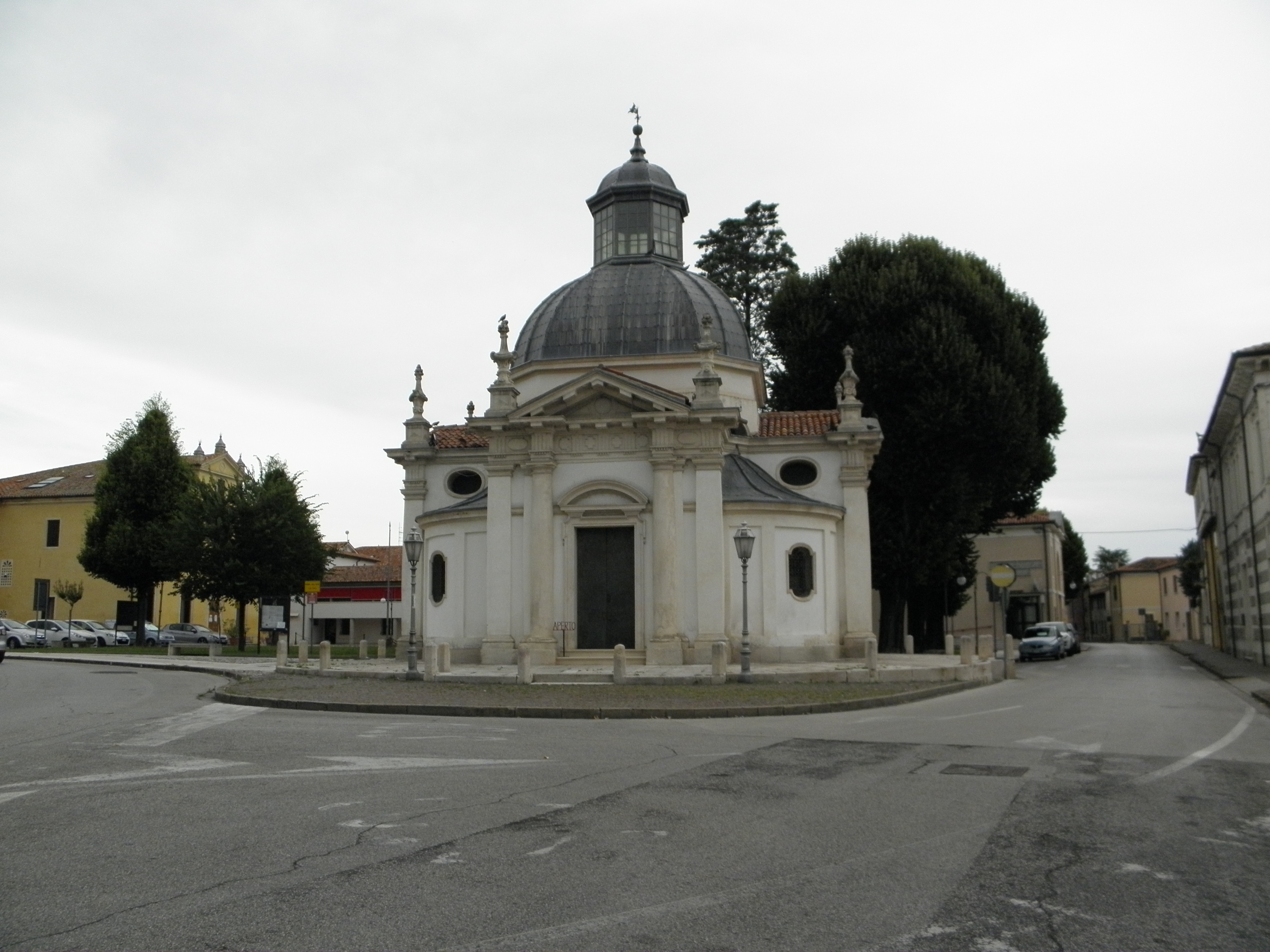
La chiesa della Beata Vergine dell'Aiuto, detta chiesetta dell'Olmo.

La chiesetta dell'Olmo - o della Beata Vergine dell'aiuto - rappresenta il più significativo monumento di Sossano. Sorta in corrispondenza dell'antico olmo, che designava il centro urbano, fu di proprietà prima della famiglia Ferramosca, poi dei Giovannelli ed infine della parrocchia. Fu eretta nelle forme attuali dall'architetto veneziano Giorgio Massari, che tra il 1727 e il 1734 costruì il tempietto ottagonale a pianta centrale, raffigurante la tradizione rinascimentale del tempio di Gerusalemme.
I quattro prospetti sono orientati sulle vie d'accesso e raccordati tra loro da quattro elementi angolari a sezione circolare, sovrastati da uno spicchio di cupola ad andamento sinuoso. L'edificio è coronato da un'elegante cupola con lanterna.
Di particolare pregio è il campaniletto a vela, elegantemente curvilineo, che costituisce uno dei particolari più intensamente poetici dell'edificio.
Nel luminoso e suggestivo interno, i raffinati ferri battuti e gli elegantissimi altari riportano il gusto del Massari per i motivi ornamentali ben lavorati, i materiali preziosi e gli effetti di luce.
L'immagine della Madonna dell'Aiuto, incastonata nel rilievo dell'altare maggiore, è una copia seicentesca della Maria Hilfe di Lucas Cranach, conservata nella cattedrale di Innsbruck. Di qualità sono la pala d'altare di Sant'Antonio da Padova, di scuola bolognese, e la pala di San Filippo Neri.
- Cimitero di Sossano

Il recinto del cimitero di Sossano - sul colle di San Michele - racchiude alcuni degli edifici storicamente più significativi.
Sorto là ove si collocava la rocca di età romana, era collegato al borgo da un'ampia gradinata, di cui restano solo alcune tracce. A sinistra dell'ingresso principale è visibile ciò che resta del castello di Santa Giustina, con i due possenti bastioni dell'originaria cinta pentagonale, e la "torresina" romana.
Accostati alla cinta del cimitero sono i pittoreschi rustici dell'antica canonica, con parti databili dal XIV al XVIII secolo.
Sopravvivono anche la chiesetta di San Michele vecchio, in stile gotico fiorito, e il suggestivo campanile, con una cella campanaria con cuspide in cotto, databile al 1600.

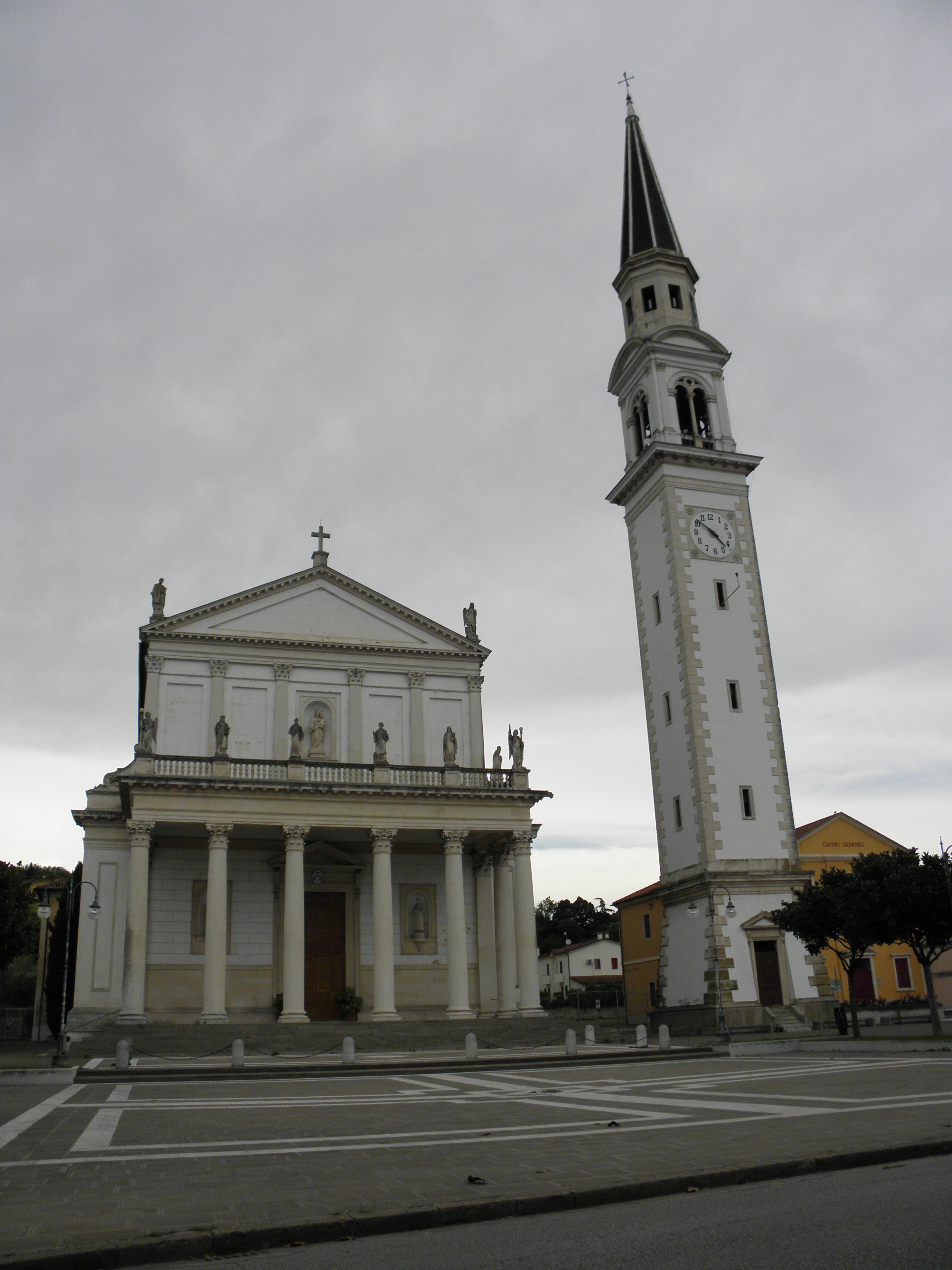
La chiesa parrocchiale di San Michele Arcangelo.

- Chiesa parrocchiale di San Michele Arcangelo

Nel 1860 si stabilì di edificare la nuova chiesa parrocchiale in pianura, abbandonando il colle di San Michele.
Su disegno di Sebastiano Bazzetta, la nuova chiesa fu ultimata e consacrata nel 1882. Di stile neo-palladiano, conserva al suo interno alcune interessanti opere d'arte: uno splendido tabernacolo di Giorgio Massari, con statue e rilievi del Morlaiter, fra cui un mediaglione in marmo carrarese, proveniente dall'altare maggiore di San Michele vecchio, in cui è scolpita la figura di San Michele che calpesta Satana.
A sinistra dell'ingresso, il Cristo morto in un'arca di pietra, proveniente dal santo sepolcro, opera di Niccolò da Venezia, scolpita per celebrare la fine dell'epidemia di peste del 1428.
La facciata fu invece realizzata nel 1946 dal Rigoletti, sempre in stile neo-palladiano.
Il campanile, il più alto del basso vicentino con i suoi 72,5 metri, fu inaugurato nel 1938 su disegno di Gerardo Marchioro.
- Chiesetta di Ca' Martinati, in frazione Colloredo

L'oratorio di Santa Croce fu donato nel 1947 alla parrocchia di Colloredo.
Si tratta di una piccola costruzione con una grande croce in legno sopra il portale d'ingresso e un'altra in ferro sulla cuspide del timpano.
Possiede una sola navata, l'altare è posto sul lato nord, mentre ad ovest vi è una celletta con finestra: si suppone fosse riservata alla famiglia dei proprietari, infine ad est la sacrestia e la base del campanile.
Sull'altare sono incise le scritte "Ave Crux Spes Unica" e in alto tre lettere "JHS" che rappresentano il monogramma di Gesù.
Interessante il tabernacolo in pietra dei Berici e le due campane; la più piccola ha inciso il sigillo di papa Innocenzo XI, di fine Seicento; la maggiore si presume sia della prima metà dell'Ottocento. A memoria d'uomo, fino al 1960, nell'oratorio di Santa Croce terminava l'antico rito delle Rogazioni.

### Architetture civili
- Villa Ferramosca Giovanelli

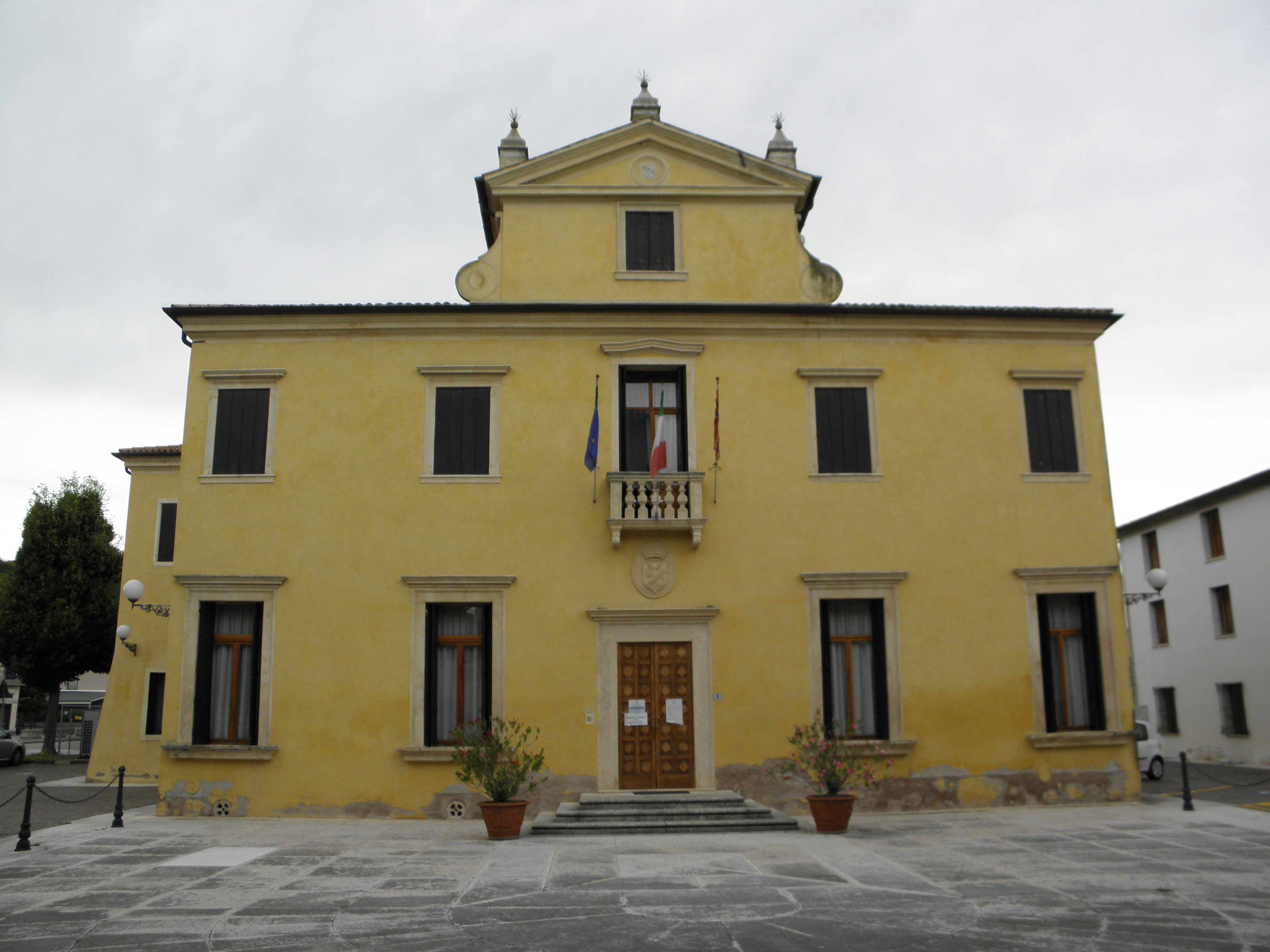
Villa Ferramosca Giovanelli.

L'antica dimora dei Ferramosca, nella sua stesura cinquecentesca, è stata attribuita a Michele Sanmicheli. Passato poi in proprietà ai Giovanelli all'inizio del '700, l'edificio fu ristrutturato da Giorgio Massari contemporaneamente all'erezione della chiesetta dell'Olmo, tra il 1727 e il 1734.
La ristrutturazione comportò l'aggiunta di un abbaino, coronato da un timpano triangolare.
Di altissima qualità sono le mensole cinquecentesche delle finestre del piano nobile.
L'edificio presenta delle cantine con volta a botte in mattoni.
- Villa Loschi-Gazzetta

L'aspetto attuale è il risultato di vari interventi effettuati nel corso dei secoli.
Dell'edificio originario, in stile primo-rinascimentale, sopravvive la bifora centrale, con le decorazioni di foglie di rovere ed api.
Gazzetta si ispirò ad essa per le altre finestre ad arco e per gli oculi del sottotetto.
Le statue ai lati del cancello principale sono del '600 e rappresentano due guerrieri persiani, e sono di provenienza ignota.

## Società

### Evoluzione demografica
Abitanti censiti

## Cultura
A Sossano vi sono tre scuole materne (Sossano,  Colloredo e Pilastro), una scuola elementare e una media. La Biblioteca Civica Comunale ha sede nella Villa Loschi Gazzetta.

## Geografia antropica
Frazioni del comune di Sossano sono Colloredo, con circa 600 abitanti, e Pilastro, con circa 150.
Altre località o contrade sono: Case Ronche-Vangelista, Mozza La Madonetta.

## Sport
Ubicato in via Scarantello si trova il palazzetto denominato "PalaSanMarco" dove gioca le partite casalinghe la squadra di futsal Don Romeo C5 militante in serie C2.

## Amministrazione
| Periodo | Periodo   | Primo cittadino        | Partito        | Carica  | Note |
| ------- | --------- | ---------------------- | -------------- | ------- | ---- |
| 1985    | 1990      | Mariano Negro          | DC             | Sindaco |      |
| 1990    | 1994      | Antonio Boraso         | DC             | Sindaco |      |
| 1994    | 1995      | Giovanni Borga         | DC             | Sindaco |      |
| 1995    | 2004      | Silvio Regis           | Lega Nord      | Sindaco |      |
| 2004    | 2009      | Giuseppe Cavallaro     | Centrosinistra | Sindaco |      |
| 2009    | 2019      | Flavio Alberto Caoduro | Lega Nord      | Sindaco |      |
| 2019    | in carica | Enrico Grandis         | Lega Nord      | Sindaco |      |

### Gemellaggi
Il comune di Sossano ha aderito alla lista dei comuni gemellati con la fondazione "Città della Speranza".